# الكنيسة العليا

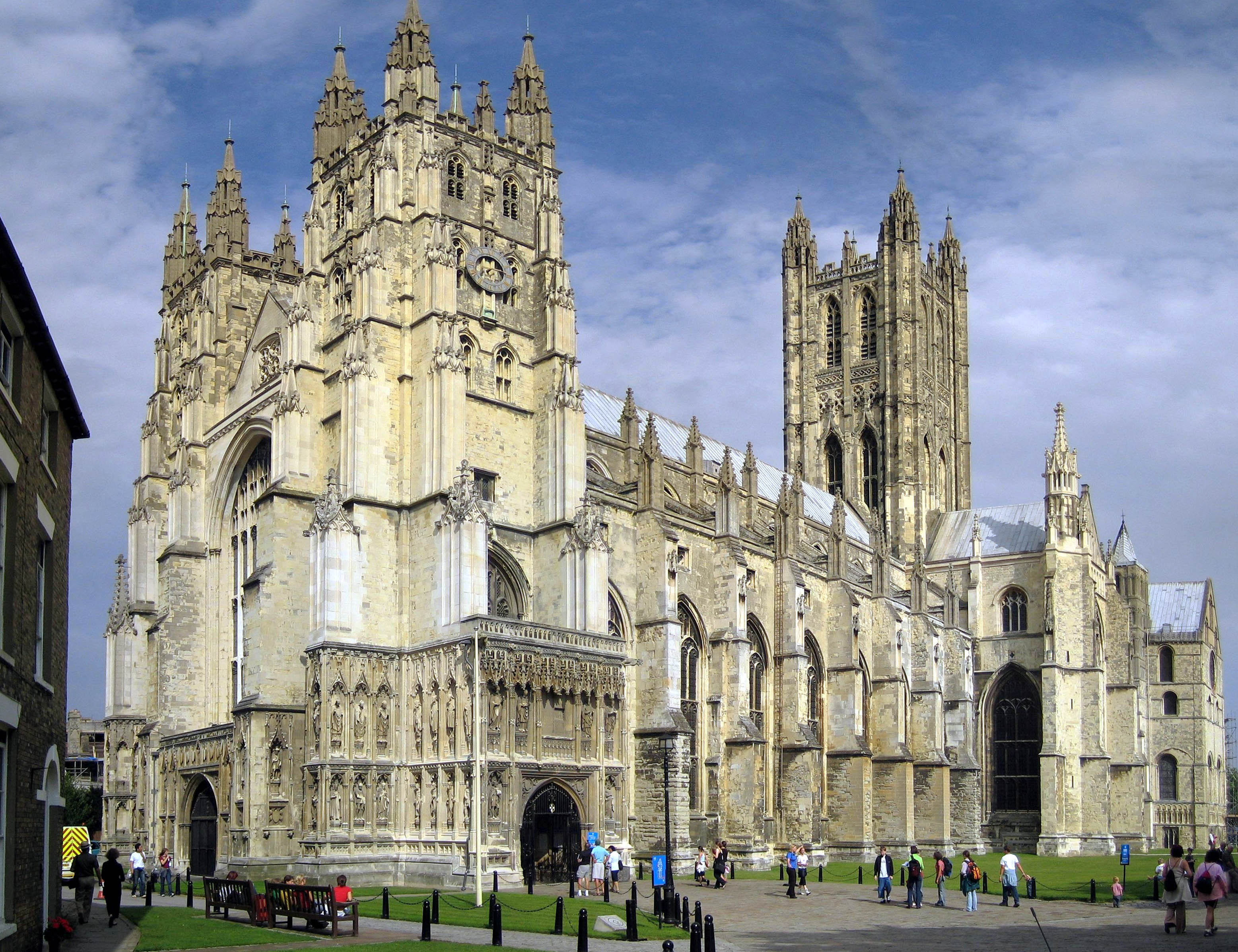

يُشير مصطلح الكنيسة العليا إلى المعتقدات والممارسات في  علم الكنائس والليتورجيا واللاهوت  مع التركيز بشكل عام على الشكليات ومقاومة «التجديد». وعلى الرغم من أن هذا المصطلح يستخدم فيما يتعلق بالتقاليد المسيحية المختلفة، إلا أنه نشأ وارتبط بشكل أساسي بالتقاليد الأنجليكانية/الأسقفية، حيث أنه يصف الكنائس الإنجليكانية باستخدام عدد من الممارسات الطقوسية المرتبطة بالرمانية الكاثوليكية. ومن جهة أخرى، فإن مصطلح «الكنيسة السفلى» هو العكس تماماً، وتميل وسائل الاعلام المعاصرة التي تناقش الكنائس الإنجليكانية إلى تفضيل الكنيسة السفلى والكنيسة  الأنجلوكاثوليكية على الكنيسة العليا على الرغم من أن المصطلحات لا تتوافق بشكل تام. تضم الطوائف المعاصرة الأخرى التي تحتوي على توجهات الكنسية العليا بعض الكنائس اللوثرية والمشيخية والميثودية.

## روابط خارجية
- High Church vs. Low Church: Documentary Narrative of an Ecclesiastical Joke compiled by Richard Mammana and Cynthia McFarland
- Traditional Anglicans in the Diocese of Lincoln 14 High Churches
- Church of the Ascension and Saint Agnes A High Church
- Liturgical Features of High Church Anglicanism
- A Guide to the Solemn High Mass
- Old St Paul's Church Edinburgh - the oldest Scottish Episcopal church in Scotland